# Comment se remettre d'un chagrin d'amour
Pour plus de détails, voir Fiche technique et Distribution.
Comment se remettre d'un chagrin d'amour (The Bounce Back) est une comédie romantique américaine coécrite, coproduite, réalisée et montée par Youssef Delara, sortie en 2016. Il s'agit de l'adaptation du roman The Bounce Back Book de Karen Salmansohn.
Le film est diffusé le 8 février 2017 sur M6.

## Synopsis
Matthew Taylor, un expert en relations amoureuses en tournée promotionnelle pour son dernier best-seller, croise la route de Kristin Peralta, une psychologue qui l'accuse d'être un charlatan. Leur relation professionnelle orageuse prend pourtant un tournant inattendu lorsqu'ils développent des sentiments l'un pour l'autre. Matthew se retrouve alors obligé de se confronter à des problèmes découlant d'une liaison antérieure.

## Fiche technique
- Titre original : The Bounce Back
- Titre français : Comment se remettre d'un chagrin d'amour (titre TV) / Séductions (DVD)
- Réalisation : Youssef Delara
- Scénario : Youssef Delara, Staci Robinson et Victor Teran, d'après le roman The Bounce Back Book de Karen Salmansohn
- Direction artistique : Mark Tanner
- Décors : Wendy Samuels
- Costumes : Alisha Silverstein
- Photographie : Ben Kufrin
- Montage : Youssef Delara[1]
- Musique : Reza Safinia
- Production : Ray Brown ; Amir Delara, Youssef Delara et Victor Teran (coproducteurs)
- Sociétés de production : Ankle Sock & Baseball Pants[1] ; Cima Productions (coproduction)
- Société de distribution : Viva Pictures Distribution
- Pays d'origine :  États-Unis
- Langue originale : anglais
- Format : couleur
- Genre : comédie romantique
- Durée : 104 minutes
- Dates de sortie :
  - États-Unis : 9 décembre 2016
  - France : 8 février 2017 sur M6

## Distribution
- Shemar Moore (VF : David Krüger) : Matthew Taylor
- Nadine Velazquez (VF : Nayéli Forest) : Kristin Peralto
- Bill Bellamy (VF : Charles Mendiant) : Terry Jackson
- Nadja Alaya (VF : Clara Soares) : Aleya Taylor
- Denise Boutte : Julie
- Robinne Lee (VF : Jessie Lambotte) : Sam
- Megan Stevenson (VF : Frédérique Marlot) : Sarah Canton
- Kali Hawk (VF : Sophie Planet) : Jessica Williams
- Marta Cross : Lisette
- Sheryl Underwood : Nina
- Michael Beach : Lester
- Annie Sertich : Danika
- Bonnie Hellman : Tracy
- Nick Triplett (VF : Jean-Pierre Leblan) : Glen

## Accueil

### Sortie internationale
Ce film sort le 9 décembre 2016 aux États-Unis. En France, il reste inédit dans les salles jusqu'à sa première diffusion le 8 février 2017 sur la chaine M6.